# 역진세
역진세(regressive tax)는 소득이 증가함에 따라 세율이 낮아지는 세금 체계를 말한다. 즉, 소득이 적은 사람일수록 상대적으로 더 높은 비율의 세금을 부담하게 되는 구조이다. 이는 누진세(progressive tax)와 반대되는 개념으로, 누진세가 '더 벌면 더 낸다'는 원칙인 반면, 역진세는 '소득이 적을수록 비율적으로 더 많이 낸다'고 할 수 있다.

## 간접적 역진세의 대표적 예시
현행 세제에서 순수한 역진세는 거의 존재하지 않지만, 역진적 성격을 띠는 세금으로는 다음과 같은 것들이 있다:
- 부가가치세(VAT): 상품이나 서비스의 가격에 일정 비율을 곱하여 부과하는 세금으로, 소득 수준과 관계없이 모든 사람이 동일한 세율을 부담한다. 따라서 소득이 적은 사람일수록 부가가치세에 대한 부담이 상대적으로 높아진다.
- 담배세: 담배와 같은 특정 상품에 부과되는 소비세도 역진적 성격을 띤다. 담배는 소득 수준과 상관없이 소비되기 때문에 저소득층이 소득 대비 더 높은 비율의 세금을 지불하게 된다.
- 복권: 연구 결과에 따르면 저소득층일수록 소득 대비 복권구입액의 비율이 높은 것으로 나타났다. 이 역시 일종의 역진세의 성격을 띤다고 볼 수 있다.

## 역진세의 경제적 영향
역진세는 다음과 같은 부정적 경제적 영향을 미칠 수 있다:
1. 경제적 불평등 심화: 저소득층은 필수품이나 생활 필수재에 더 많은 소득을 지출하기 때문에, 역진세는 그들의 가처분 소득을 더욱 감소시켜 경제적 불평등을 심화시킬 수 있다.
2. 소비 감소 유발: 저소득층의 소비 여력이 줄어들면 전체적인 소비 시장이 위축될 가능성이 있으며, 이는 장기적으로 경제 성장에 부정적인 영향을 미칠 수 있다.

한편 다음과 같은 긍정적 경제적 영향을 미칠 수 있다:
1. 경제적 유인 제공 및 경제 활력 증진: 역진세는 소득이 높아질수록 세율이 낮아지기 때문에 경제 주체들에게 더 많은 소득을 얻기 위해 노력할 동기를 부여한다. 이는 개인과 기업이 추가적인 노동이나 경제 활동을 장려하여 경제 전반의 활력을 높이는 데 기여할 수 있다. 예를 들어, 고소득자가 상대적으로 낮은 세율을 적용받음으로써 더 많은 투자를 하거나 사업을 확장할 유인이 생길 수 있다는 점이 이론적으로 제시된다.
2. 세금 부과의 간편함: 역진세는 세율 구조가 단순하거나 일정 금액으로 고정된 경우가 많아 세금 부과와 징수 과정이 비교적 간편하다. 예를 들어, 부가가치세(VAT)와 같은 간접세는 모든 소비자에게 동일한 세율을 적용하므로 복잡한 소득 구간별 계산이 필요하지 않아 행정적 효율성이 높다. 이는 정부가 재정 수입을 확보하는 데 효과적이라는 평가를 받는다.
3. 재정 여력 확대 가능성: 역진세 구조에서는 고소득층의 세 부담이 상대적으로 낮아지면서 이들이 국채와 같은 금융 자산에 투자할 여력이 커질 수 있다. 이는 명목금리를 낮추는 요인으로 작용하여 정부의 재정 정책 여력을 확대할 수 있다는 분석이 있다. 특히, 고소득층의 국채 수요 증가로 인해 정부가 낮은 금리로 자금을 조달할 가능성이 높아질 수 있다.

## 결론 및 한계
역진세는 경제적 유인을 제공하고 경제 활력을 증진할 가능성, 세금 부과의 간편함, 그리고 재정 여력 확대와 같은 장점을 가지고 있다. 그러나 이러한 장점에도 불구하고, 역진세는 소득 불평등을 심화시키고 저소득층에게 더 큰 부담을 주는 구조적 문제로 인해 현실적으로 거의 채택되지 않는다는 점이 중요하다. 조세 형평성 측면에서의 취약성 때문에 사회적 합의를 얻기 어렵다는 비판이 있으며, 따라서 효율성과 형평성 간의 균형을 맞추는 것이 세금 정책의 핵심 과제로 여겨진다.